# Antoni Szczerbowski
Antoni Szczerbowski (ur. 6 czerwca 1859 w Kętach, zm. 24 września 1912 we Lwowie) – działacz strażacki, konstruktor. Drugi z kolei szef Krajowego Związku Ochotniczych Straży Pożarnych Królestwa Galicji i Lodomerii, naczelny redaktor miesięcznika „Przewodnik Pożarniczy” wydawanego we Lwowie. Wynalazca uniwersalnej drabiny pożarniczej zwanej później drabiną Szczerbowskiego.

## Życiorys
Był nauczycielem w szkole ludowej w Kętach. W roku 1882 wstąpił do lokalnej ochotniczej straży pożarnej, a wkrótce potem został dowódcą jednego z oddziałów. W 1886 r. odbył przeszkolenie w krakowskiej zawodowej straży pożarnej zakończone uzyskaniem stopnia inspektora straży pożarnych. W latach 1885–1893 pracował w Oświęcimiu w Urzędzie Miejskim oraz w tamtejszej ochotniczej straży pożarnej. Od 1893 do 1896 mieszkał w Jarosławiu, gdzie był naczelnikiem Miejskiej Straży Pożarnej (zawodowej). Począwszy od ostatniego kwartału 1895 był też zastępcą sekretarza Krajowego Związku Ochotniczych Straży Pożarnych we Lwowie (ta funkcja odpowiadała zastępcy przewodniczącego Związku). Po śmierci współzałożyciela i pierwszego sekretarza Związku, inż. Aleksandra Piotrowskiego – został sekretarzem Związku (co odpowiadało przewodniczącemu Związku). Podejmował działania o charakterze organizacyjnym, zajmował się organizacją kursów pożarniczych, interesował się techniką pożarniczą. Był także (w latach 1896-1912) redaktorem naczelnym miesięcznika "Przewodnik Pożarniczy", który w tym czasie osiągnął wysoki poziom merytoryczny i sporą popularność. Na łamach czasopisma publikował artykuły o problematyce fachowej, ale także wypowiadał się na temat etyki służby pożarniczej, honorze strażackim i godności osobistej. Był też wydawcą. W ramach Biblioteki Strażackiej Krajowego Związku Ochotniczych Straży Pożarnych na terenie Galicji i w pierwszych latach niepodległej Polski, ukazało się 78 broszur oraz 5 książek z zakresu szeroko rozumianego pożarnictwa (zagadnienia organizacji, taktyki i techniki pożarniczej, akcji gaśniczych, przeciwpowodziowych i innych działań ratowniczych, chemii w pożarnictwie, budownictwa ogniotrwałego, zapobiegania pożarom, ćwiczeń gimnastycznym strażaków).
Był konstruktorem uniwersalnej drabiny pożarniczej zwanej drabiną Szczerbowskiego. Jego wynalazek był bardzo rozpowszechniony wśród ochotniczych i zawodowych straży pożarnych i szeroko wykorzystywany podczas akcji gaśniczych i ratowniczych, ze względu na swoją wszechstronność. Drabiny typu Szczerbowskiego składały się z dwóch oddzielnych przęseł, które można było użytkować oddzielnie albo zestawiać ze sobą pod odpowiednim kątem. Konstrukcja drabiny Szczerbowskiego umożliwiała używanie jej w rozmaitych kombinacjach w zależności od sytuacji: mogła być wolno stojąca ustawiona w piramidkę, można było ja przystawiać do obiektu lub mogła być używana jako drabina dachowa.

## Życie prywatne
Ożenił się 23 stycznia 1888 r. z Rozalią z Hoffmanów (Hofmanów), córką Piotra Hoffmana i Franciszki z Winklerów. Miał z nią czworo dzieci: Marię Emilię Franciszkę Szczerbowską (ur. 1888 w Oświęcimiu, zm. 1966 w Kętach), nauczycielkę i polonistkę, Teodora Jerzego (1890–?), nauczyciela,  Zofię Lucynę (1891–?), nauczycielkę oraz Adama Szczerbowskiego (ur. 1894 w Jarosławiu, zm. 1956 w Łodzi), nauczyciela języka polskiego, pisarza, tłumacza, krytyka literackiego, wydawcy, redaktora, historyka, żołnierza Legionów Piłsudskiego, powstańca warszawskiego.
Zmarł 24 września 1912 we Lwowie.

## Upamiętnienie
- ulica w Lublinie

## Wybrane publikacje
- Katechizm strażacki (1905)
- Album przyrządów, przyborów i ćwiczeń strażackich (z ilustracjami) (1910)[2]
- Poradnik dla instruktorów straży pożarnych w gminach wiejskich (1912)[3]